# Мирзаев, Султан Бетерович
Султа́н Бете́рович Мирза́ев (род. 25 августа 1964, село Аксай, Хасавюртовский район, Дагестанская АССР, СССР) — российский религиозный деятель и религиовед, специалист по суфизму Северного Кавказа. Кандидат философских наук. В 2005—2014 годах — муфтий Чеченской Республики и председатель Духовного управления мусульман Чеченской Республики.

## Биография
Родился 25 августа 1964 года в селе Аксай Хасавюртовского района. По национальности  чеченец
Окончил строительный факультет Грозненского нефтяного института.
Окончил Дагестанский исламский университет.
В 1976 году начал обучаться у местных алимов.
В 1995—1996 годах был имамом мечети в Грозном.
В 1999 году по представлению муфтия Чечни А. А. Кадырова был назначен имамом Национальной гвардии и председателем Верховного шариатского суда Чеченской республики Ичкерия. В том же году совместно с Кадыровым открыто выступил с осуждением имевшего место в республике ваххабизма.
В 2000 году стал советником главы Администрации Чеченской Республики, а в 2002—2005 годах занимал должность первого заместителя муфтия Чеченской Республики.
С июня 2005 по июнь 2014 года — муфтий Чеченской Республики и председатель Духовного управления мусульман Чеченской Республики. В 2010 году был избран пожизненным муфтием. В июне 2014 года ушёл в отставку по собственному желанию из-за ухудшения состояния здоровья.
В 2006 году вошёл в состав Республиканской комиссии для выработки практических мер по реализации обращения председателя Национального антитеррористического комитета Российской Федерации Н. П. Патрушева к членам НВФ
В 2011 году был избран председателем Высшего религиозного совета народов Кавказа.
Окончил аспирантуру Российской академии народного хозяйства и государственной службы при Президенте Российской Федерации по кафедре государственно-конфессиональных отношений и там же под научным руководством доктора философских наук, доцента С. А. Семедова защитил диссертацию на соискание учёной степени кандидата философских наук по теме «Суфизм на Северо-Восточном Кавказе: причины возникновения, сущность и особенности функционирования» (специальность 09.00.14 — философия религии и религиоведение). Официальные оппоненты — доктор философских наук, профессор В. С. Глаголев и доктор политических наук, доцент М. М. Мчедлова. Ведущая организация — Институт этнологии и антропологии имени Н. Н. Миклухо-Маклая РАН.
С 2017 года — руководитель регионального общественного фонда «Содействие духовному возрождению мусульман Чеченской Республики».
Владеет арабским и турецким языками.

## Награды
- Благодарность Президента Российской Федерации (25 июня 2008 года) — за заслуги в укреплении российской государственности и развитии межнациональных отношений в Чеченской Республике[8]
- Орден имени героя России А.-Х. Кадырова[1]
- Медаль второй степени «За заслуги перед Уммой»[1]
- Почётный гражданин Чеченской Республики[1]

## Научные труды
- Мирзаев С. Б. Ислам в Чеченской Республике за мир и межконфессиональное согласие // Ислам — религия мира и созидания. Материалы международного миротворческого форума. 22-23 августа 2007 года. г. Гудермес, Чеченская Республика. — Гудермес, 2007.
- Мирзаев С. Б. Суфизм в восточной части Северного Кавказа // Суфизм и его роль в развитии исламского общества. Материалы международной конференции. — Гудермес, 2008.
- Мирзаев С. Б. Тарикат накшбандийа на Северо-Восточном Кавказе: аскетико-мистические и политические аспекты // Научная мысль Кавказа. — 2011. — № 3.
- Мирзаев С. Б. Об истории появлении тариката кадирийа в Чечне и его религиозно-ритуальные особенности // Гуманитарные и сощиально-экономические науки. — 2011. — № 4. — ISSN 1997-2377.
- Акаев В. Х., Мирзаев С. Б. Тарикат шазилийа в Дагестане: факторы появления, сущность и социокультурная роль // Известия высших учебных заведений. Северо-Кавказский регион. Серия общественные науки. — 2011. — № 3. — С. 5—9. — ISSN 0321-3056.

## Публицистика
- Мирзаев С. Б. Восхождение к добру // Наркомат. 2009. № 5/6 (68/69). С. 59